# Jules Bache
Jules Bache   (Nova York, 9 de novembre de 1861 - Palm Beach, 24 de març de 1944) Jules Bache Semon va ser un banquer estatunidenc d'origen alemany, col·leccionista d'art i filantrop.

## Biografia
Va néixer a Alemanya i al cap de poc la seva família va emigrar als Estats Units i es va establir a Nova York. El 1881, va començar a treballar com a caixer a Leopold Cahn & Co, una firma de corredors de borsa fundada pel seu oncle. El 1886 va ser nomenat soci minoritari i el 1892 va prendre el control total del negoci. Va canviar el nom per JS Bache & Co. Jules Bache va convertir la companyia en una de les principals cases de corretatge dels Estats Units, superada només per Merrill Lynch. En el procés, es va fer immensament ric, un mecenes de les arts, i un filantrop.
Durant la Primera Guerra Mundial, Jules Bache va fer donacions a l'American Field Service a França. La seva dona era la tresorera honoraria de la War Babies' Cradle, una obra de caritat que proporcionava ajuda per a les mares i els nens en perill per la guerra al nord de França i Bèlgica, proporcionant aliments, roba, combustible per a calefacció i atenció mèdica.
Jules Bache era accionista de diverses empreses importants i es va participar en el consell d'administració de moltes d'elles. Tenia interessos importants a les empreses mineres canadenques. La seva participació en aquestes empreses estava en mans de la seva empresa amb base a les Bahames la qual cosa li va permetre evadir legalment algunes de les altes sobretaxes personals dels EUA, un fet que seria criticat públicament com a resultat de les investigacions federals durant la dècada de 1930 sobre les causes del Crac del 1929. Bache però creia que els alts impostos eren un obstacle per al creixement econòmic i va publicar un fullet titulat "Allibereu els negocis de l'esclavitud dels impostos". Com accionista majoritari de la Dome Mines Limited, va ser president de la companyia des de 1919 fins a 1942 i va ser president de la Junta posteriorment. Amb la firma de corretatge Dillon, Read & Company va adquirir la companyia automobilística Dodge Brothers el 1923, ocupant una posició important a la Chrysler Corporation.
A més del seu alt perfil en el món dels negocis, Jules Bache també és ben conegut per la seva col·lecció d'art que va rebre molta atenció de la premsa el 1929 quan va comprar el retrat de "Giuliano de Medici", llavors atribuïda a Rafael. Va adquirir obres d'autors com Rembrandt, Ticià, Dürer, Diego Velázquez, Gerard David, Giovanni Bellini, i Sandro Botticelli, entre d'altres.
El 1937 va obrir la seva magnífica col·lecció d'art al públic, i el 1943 va donar algunes de les seves obres a l'Institut d'Arts de Detroit. A la seva mort el 1944, la resta de la seva col·lecció va ser donada al Museu Metropolità d'Art de Nova York.